# 허식 (수학자)
허식은 대한민국 광복 후 초창기의 수학자이다. 연희전문학교 출신으로 서울대학교 교수를 지내다가 한국 전쟁으로 실종되었다. 그의 사위 주중광이 서울대학교에 기부를 하면서 기념 행사가 열리고 있다.